# TeamViewer
TeamViewer es un software para el acceso remoto, así como para el control y el soporte en remoto de ordenadores y otros dispositivos finales. La plataforma fue lanzada al público en 2005 y su catálogo de servicios se ha ido ampliando de forma continua. La última innovación ha sido la integración de TeamViewer Meeting. TeamViewer no exige registrarse y es gratuito si se utiliza con fines no comerciales, lo cual ha ayudado a una mayor difusión del software. TeamViewer es el producto principal de la empresa homónima con sede en Göppingen, Alemania.

## Desarrollo
La sociedad Rossmanith GmbH lanzó en 2005 la primera versión del software TeamViewer, que en aquel entonces aún se basaba en el proyecto de VNC. El proveedor de servicios informáticos quería evitar desplazamientos inútiles a las instalaciones del cliente y poder realizar remotamente tareas como la instalación de software. El desarrollo tuvo tanto éxito que de este surgió una empresa que hoy se denomina TeamViewer Germany que forma parte del grupo empresarial TeamViewer. La firma cotiza en bolsa y tiene su domicilio social en Göppingen. TeamViewer gestiona hoy en día una plataforma global para la interconexión, la supervisión y el control de ordenadores, máquinas e instalaciones, así como otros dispositivos, y es líder de mercado en este sector.

## Sistemas operativos
TeamViewer está disponible para todos los ordenadores de sobremesa con sistemas operativos convencionales. Estos incluyen Microsoft Windows y Windows Server, así como macOS de Apple. Además dispone de paquetes para varias versiones y derivados de Linux, como Debian, Ubuntu, Red Hat y Fedora Linux. A todos estos hay que sumar Raspberry Pi OS, una variante de Debian para la Raspberry Pi.
TeamViewer también se puede adquirir para dispositivos móviles y tabletas con sistema operativo Android o los sistemas iOS/iPadOS de Apple. Dejó de ser compatible con Windows Phone y Windows Mobile una vez que Microsoft suspendió el soporte técnico para ambos sistemas operativos.

## Funcionalidad
La funcionalidad de TeamViewer varía dependiendo del dispositivo y la variante o versión del software. El principal propósito de TeamViewer es el acceso remoto a ordenadores y otros dispositivos finales, así como su control y soporte. Una vez se establece la conexión, el usuario del otro dispositivo final tiene acceso a la pantalla remota. Ambos dispositivos pueden enviar y recibir archivos y, por ejemplo, acceder a un portapapeles conjunto. A esto hay que añadir funciones que facilitan la cooperación en equipo, por ejemplo, a través de transmisiones de audio y vídeo por telefonía IP.
En los últimos años, se ha optimizado la funcionalidad del software, en especial para su uso dentro de grandes empresas. Para este fin, se desarrolló la variante para empresas TeamViewer Tensor. Por otro lado, también está TeamViewer Pilot, el software de TeamViewer para brindar soporte técnico remoto con elementos de realidad aumentada. TeamViewer ofrece interfaces para otras aplicaciones y servicios, como Microsoft (Teams), Salesforce y ServiceNow, TeamViewer utiliza su propio protocolo propietario. No está documentado, aunque su capa de autenticación ha sido parcialmente analizada.

## Opciones de licencia

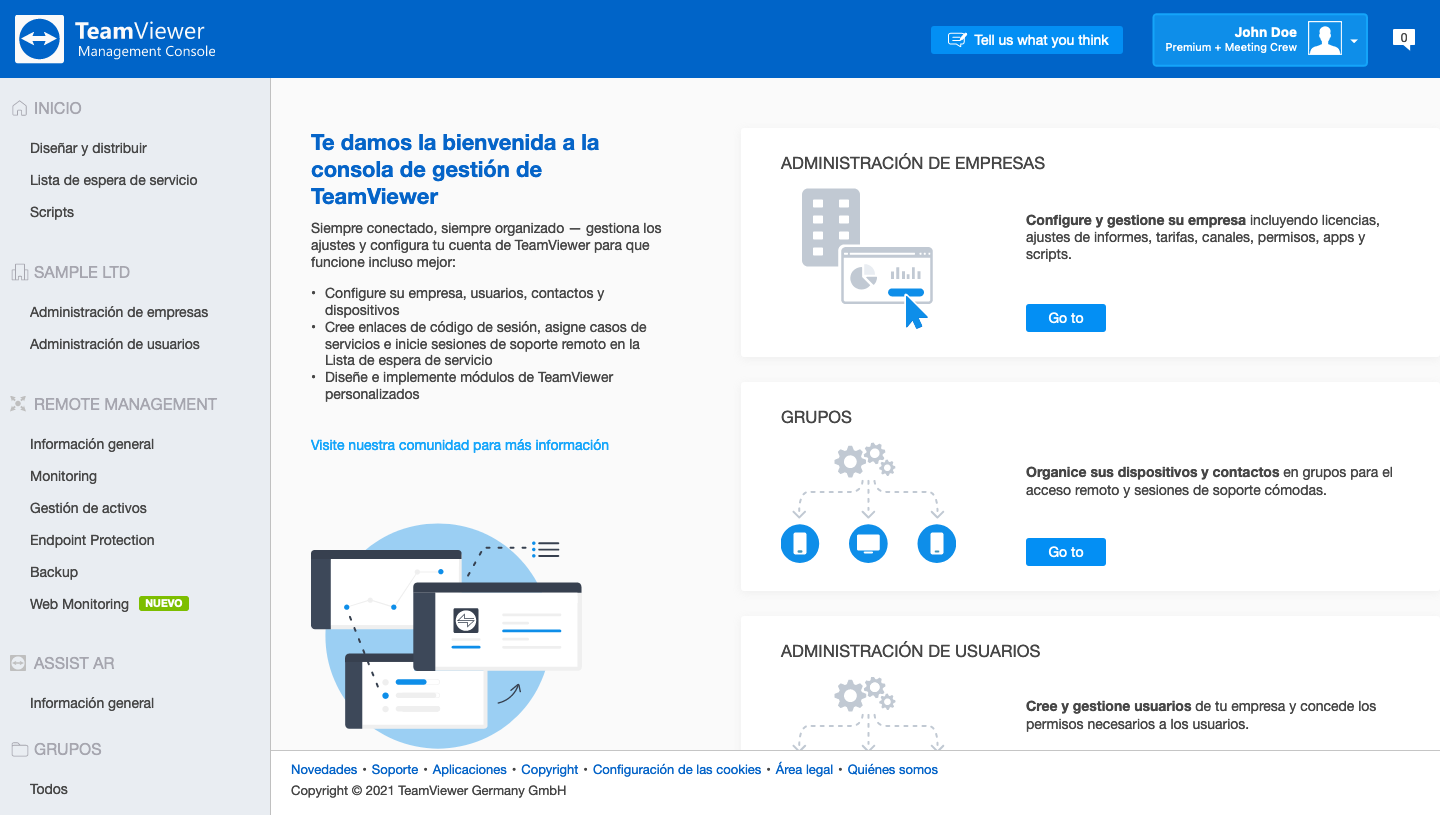
Captura de pantalla de TeamViewer Management Console

Los usuarios privados que utilizan TeamViewer con fines no comerciales pueden hacer uso del software de forma gratuita. Para el uso comercial del software hay que pagar la cuota correspondiente. Las empresas y otros clientes comerciales deben contratar una suscripción, ya que desde el cambio del modelo de licencias al de suscripciones ya no es posible la adquisición de la aplicación. Los precios por el uso del software son escalonados de acuerdo al número de usuarios y al número de sesiones que tengan lugar al mismo tiempo. Cada mes se publican actualizaciones que se ponen a disposición de todos los usuarios.

## Fútbol
Actualmente TeamViewer patrocina al Manchester United de la Premier League desde la temporada 2021-22 al firmar un contrato de £235 millones de libras por 5 años como patrocinador principal de los Red Devils.

## Seguridad
Las conexiones entrantes y salientes se pueden establecer a través de Internet, así como de redes locales. Si se necesita, TeamViewer puede funcionar como un servicio del sistema de Windows, lo cual permite el acceso no supervisado a través de TeamViewer. También existe una versión portátil del software que se ejecuta completamente sin instalación, por ejemplo a través de un soporte de datos USB.
El establecimiento de la conexión se realiza mediante códigos de identificación (ID) unívocos generados automáticamente y a través de contraseñas. Antes de cada conexión, los servidores de la red de TeamViewer controlan la validez de los códigos de identificación de ambos dispositivos finales. La seguridad se ve reforzada por la huella digital, que permite a los usuarios proporcionar una prueba adicional de la identidad del dispositivo remoto. Las contraseñas están protegidas contra ataques a través de una prolongación exponencial del tiempo de espera entre los intentos de conexión. TeamViewer proporciona funciones de seguridad adicionales, como la autenticación de dos niveles y las listas de bloqueos y permisos.
Antes de establecer una conexión, TeamViewer comprueba primero la configuración del dispositivo final y de la red para detectar restricciones de cortafuegos y otros sistemas de seguridad. Por lo general, se puede establecer una conexión directa TCP/UDP, de modo que no hay que abrir ningún puerto adicional. De lo contrario, TeamViewer recurre a otras vías como un túnel HTTP.
Independientemente del tipo de conexión seleccionado, la transferencia de datos tiene lugar, exclusivamente, a través de canales de datos seguros. TeamViewer incluye una codificación extremo a extremo basada en RSA (4096 bits) y AES (256 bits). De acuerdo con las declaraciones del fabricante, en principio no son posibles ataques de intermediarios (Man-in-the-Middle). Esto se garantiza mediante el intercambio firmado de dos pares de claves.

## Mal uso
Es posible hacer un mal uso de TeamViewer y otros programas semejantes para timos de soporte técnico (Technical Support Scam). En estos casos, los atacantes se hacen pasar por empleados de una empresa conocida para obtener el control de los ordenadores de sus víctimas. A continuación, utilizan alguna excusa para sustraer dinero de las víctimas. Este fue el motivo por el que el proveedor británico de Internet TalkTalk suspendió durante un tiempo el tráfico de datos del software. TeamViewer se distancia de este uso ilícito del software, lo mejora continuamente en este sentido, da consejos para un uso más seguro y analiza los incidentes correspondientes.